# Ariana Sánchez
Ariana Sánchez Fallada, plus connue sous le nom de Ari Sánchez, née le 19 juillet 1997 à Reus (Espagne) est une joueuse de padel professionnel espagnole.
Elle a terminé la saison 2023 en tête du classement World Padel Tour avec sa partenaire Paula Josemaría.
Elle occupe fin 2024 la première place au classement FIP et joue aux côtés de Paula Josemaría. Elle est droitière et joue sur le côté gauche.

## Biographie
Née en 1997, Ariana pratique plusieurs sports lors de sa jeunesse, comme le football ou le basket. Elle démarre le padel à l'âge de 9 ans, suivant les traces de son père padeliste. Elle a joué en tant qu'amatrice avec Marta Ortega comme partenaire sportive.
En 2016, elle rejoint le circuit World Padel Tour. Elle démarre la saison avec Tamara Icardo, avant de retrouver à nouveau Marta Ortega en tant que partenaire. 
Lors de cette première saison au niveau professionnel, elle participe également à des tournois organisés par la Fédération catalane aux côtés de Paula Eyheraguibel.
En 2017, Ariana et Marta Ortega remportent leurs premiers grands succès ensemble en gagnant l'Open de Cantabrie, le premier tournoi de la saison, en battant Elisabeth Amatriaín et Patricia Llaguno 6-4, 7-6 en finale.
Elles deviennent l'une des paires les plus difficiles à battre sur le circuit cette saison, mais n'atteindront qu'une seule autre finale, au Master Final, où elles s'inclinent face aux jumelles Mapi et Majo Sánchez Alayeto sur le score de 7-5, 7-5.
En 2018, elles poursuivent leur partenariat, atteignant régulièrement les demi-finales (à sept reprises) cette année-là. Elles atteignent également deux finales, au Master de Valence et à l’Open de Grenade, mais perdent les deux.
Elles se séparent en fin de saison, et Alejandra Salazar devient la nouvelle partenaire sportive d’Ariana pour la saison 2019. Ensemble, elles remportent cinq titres World Padel Tour cette année-là, devenant la deuxième meilleure paire du circuit, juste derrière Marta Marrero et Marta Ortega.
Depuis 2021, Ariana est associée à Paula Josemaría. Bien qu’elles ne soient pas considérées comme une des paires favorites du circuit au départ, elles montent en puissance au fil des années, jusqu'à devenir la meilleure paire au monde sur la saison 2023, puis 2024.

## Titres

### Championnat du monde de padel
| N.º | Année | Ville hôte | Adversaires en finale | Résultat |
| --- | ----- | ---------- | --------------------- | -------- |
| 1.  | 2021  | Doha       | Argentine             | 3-0      |
| 2.  | 2022  | Dubaï      | Argentine             | 2-0      |
| 3.  | 2024  | Doha       | Argentine             | 2-0      |

### Premier Padel
| N.º | Année | Tournoi       | Catégorie   | Partenaire      | Adversaires en finale              | Résultat                |
| --- | ----- | ------------- | ----------- | --------------- | ---------------------------------- | ----------------------- |
| 1.  | 2023  | Paris         | Major       | Paula Josemaría | Marta Ortega Gemma Triay           | 6-2 / 6-4               |
| 2.  | 2024  | Riyad         | P1          | Paula Josemaría | Delfina Brea Beatriz González      | 6-3 / 6-2               |
| 3.  | 2024  | Doha          | Major       | Paula Josemaría | Gemma Triay Claudia Fernández      | 6-3 / 6-1               |
| 4.  | 2024  | Mar del Plata | P1          | Paula Josemaría | Delfina Brea Beatriz González      | 6-1 / 5-7 / 6-4         |
| 5.  | 2024  | Rome          | Major       | Paula Josemaría | Lucía Sainz Patricia Llaguno       | 6-1 / 6-0               |
| 6.  | 2024  | Malaga        | P1          | Paula Josemaría | Gemma Triay Claudia Fernández      | 1-6 / 6-4 / 6-2         |
| 7.  | 2024  | Nokia         | P2          | Paula Josemaría | Sofia Araujo Marta Ortega          | 6-3 / 6-1               |
| 8.  | 2024  | Rotterdam     | P1          | Paula Josemaría | Gemma Triay Claudia Fernández      | 6-4 / 6-4               |
| 9.  | 2024  | Paris         | Major       | Paula Josemaría | Delfina Brea Andrea Ustero         | 6-4 / 6-0               |
| 10. | 2024  | Koweït        | P1          | Paula Josemaría | Gemma Triay Claudia Fernández      | 7-5 / 7-6               |
| 11. | 2024  | Barcelone     | Tour Finals | Paula Josemaría | Gemma Triay Claudia Fernández      | 6-3 / 6-3               |
| 12. | 2025  | Riyad         | P1          | Paula Josemaría | Beatriz González Claudia Fernández | 0-0 (*forfait González) |
| 13. | 2025  | Bruxelles     | P2          | Paula Josemaría | Gemma Triay Delfina Brea           | 6-2 / 6-4               |
| 14. | 2025  | Buenos Aires  | P1          | Paula Josemaría | Beatriz González Claudia Fernández | 6-2 / 6-2               |
| 15. | 2025  | Valladolid    | P2          | Paula Josemaría | Beatriz González Claudia Fernández | 6-4 / 7-5               |

### World Padel Tour
| N.º | Année | Tournoi              | Catégorie    | Partenaire        | Adversaires en finale                 | Résultat               |
| --- | ----- | -------------------- | ------------ | ----------------- | ------------------------------------- | ---------------------- |
| 1.  | 2017  | Santander            | Open         | Marta Ortega      | Elisabet Amatriain Patricia Llaguno   | 6-4 / 7-6              |
| 2.  | 2019  | Alicante             | Open         | Alejandra Salazar | Majo Sánchez Alayeto Delfina Brea     | 6-2 / 7-5              |
| 3.  | 2019  | Jaén                 | Open         | Alejandra Salazar | Marta Marrero Marta Ortega            | 7-5 / 2-6 / 7-5        |
| 4.  | 2019  | Valladolid           | Master       | Alejandra Salazar | Marta Marrero Marta Ortega            | 5-7 / 6-1 / 6-4        |
| 5.  | 2019  | Mijas                | Open         | Alejandra Salazar | Ana Catarina Nogueira Paula Josemaría | 6-3 / 6-4              |
| 6.  | 2019  | Barcelone            | Master Final | Alejandra Salazar | Marta Marrero Marta Ortega            | 7-5 / 3-6 / 7-6        |
| 7.  | 2020  | Estrella Damm Madrid | Open         | Alejandra Salazar | Lucía Sainz Gemma Triay               | 6-2 / 6-3              |
| 8.  | 2020  | Valence              | Open         | Alejandra Salazar | Marta Marrero Paula Josemaría         | 7-5 / 7-6              |
| 9.  | 2020  | Minorque             | Open         | Alejandra Salazar | Lucía Sainz Gemma Triay               | 3-6 / 6-1 / 6-2        |
| 10. | 2021  | Madrid               | Open         | Paula Josemaría   | Lucía Sainz Beatriz González          | 6-3 / 6-4              |
| 11. | 2021  | Marbella             | Master       | Paula Josemaría   | Virginia Riera Patricia Llaguno       | 6-2 / 6-3              |
| 12. | 2021  | Las Rozas de Madrid  | Open         | Paula Josemaría   | Marta Marrero Marta Ortega            | 6-2 / 6-1              |
| 13. | 2021  | Cascais              | Master       | Paula Josemaría   | Marta Marrero Marta Ortega            | 6-3 / 6-4              |
| 14. | 2021  | Malmö                | Open         | Paula Josemaría   | Delfina Brea Tamara Icardo            | 6-2 / 6-3              |
| 15. | 2021  | Madrid               | Master Final | Paula Josemaría   | Marta Marrero Lucía Sainz             | 6-4 / 6-2              |
| 16. | 2022  | Vigo                 | Open         | Paula Josemaría   | Gemma Triay Alejandra Salazar         | 7-5 / 6-3              |
| 17. | 2022  | Marbella             | Master       | Paula Josemaría   | Verónica Virseda Bárbara Las Heras    | 4-6 / 6-3 / 6-3        |
| 18. | 2022  | Vienne               | Open         | Paula Josemaría   | Gemma Triay Alejandra Salazar         | 4-6 / 6-4 / 6-3        |
| 19. | 2022  | Malaga               | Open         | Paula Josemaría   | Gemma Triay Alejandra Salazar         | 6-3 / 6-3              |
| 20. | 2022  | Cascais              | Open         | Paula Josemaría   | Marta Ortega Beatriz González         | 7-5 / 1-0, (*blessure) |
| 21. | 2022  | Stockholm            | Open         | Paula Josemaría   | Gemma Triay Alejandra Salazar         | 6-1 / 6-1              |
| 22. | 2022  | Madrid               | Master       | Paula Josemaría   | Aranzazu Osoro Victoria Iglesias      | 4-6 / 6-2 / 6-1        |
| 23. | 2023  | Abou Dabi            | Major        | Paula Josemaría   | Gemma Triay Alejandra Salazar         | 6-3 / 6-3              |
| 24. | 2023  | Reus                 | Open 500     | Paula Josemaría   | Gemma Triay Alejandra Salazar         | 6-3 / 6-2              |
| 25. | 2023  | Grenade              | Open 1000    | Paula Josemaría   | Gemma Triay Alejandra Salazar         | 6-2 / 7-6              |
| 26. | 2023  | Bruxelles            | Open 1000    | Paula Josemaría   | Gemma Triay Alejandra Salazar         | 6-7 / 6-3 / 7-5        |
| 27. | 2023  | Vigo                 | Open 1000    | Paula Josemaría   | Gemma Triay Alejandra Salazar         | 6-2 / 6-3              |
| 28. | 2023  | Vienne               | Open 1000    | Paula Josemaría   | Beatriz González Delfina Brea         | 6-3 / 6-1              |
| 29. | 2023  | Marbella             | Major        | Paula Josemaría   | Tamara Icardo Virginia Riera          | 6-1 / 6-4              |
| 30. | 2023  | Toulouse             | Open 1000    | Paula Josemaría   | Beatriz González Delfina Brea         | 6-1 / 4-6 / 7-6        |
| 31. | 2023  | Valence              | Open 1000    | Paula Josemaría   | Marta Ortega Gemma Triay              | 6-3 / 6-1              |
| 32. | 2023  | Malaga               | Open 1000    | Paula Josemaría   | Marta Ortega Gemma Triay              | 6-4 / 6-3              |
| 33. | 2023  | Madrid               | Master       | Paula Josemaría   | Marta Ortega Gemma Triay              | 6-3 / 7-6              |
| 34. | 2023  | Düsseldorf           | Open 1000    | Paula Josemaría   | Marta Ortega Gemma Triay              | 6-3 / 7-6              |
| 35. | 2023  | Amsterdam            | Open 1000    | Paula Josemaría   | Beatriz González Delfina Brea         | 7-6 / 6-0              |